# Keep It Hid
Keep It Hid è il primo album discografico da solista del musicista statunitense Dan Auerbach, già membro dei The Black Keys. Il disco è uscito nel 2009 a cura della Nonesuch Records. Il brano finale Goin' Home è stato incluso nella colonna sonora del film Tra le nuvole del 2009.

## Tracce
Tutti i brani sono di Dan Auerbach, tranne dove indicato.
1. Trouble Weighs a Ton – 2:19
2. I Want Some More (Wayne Carson Thompson) – 3:49
3. Heartbroken, in Disrepair – 3:21
4. Because I Should (D. Auerbach, Mark Neill) – 0:53
5. Whispered Words (Pretty Lies) (Charles Auerbach) – 4:06
6. Real Desire – 4:26
7. When the Night Comes (D. Auerbach, C. Auerbach) – 4:11
8. Mean Monsoon – 3:47
9. The Prowl – 3:18
10. Keep It Hid – 3:41
11. My Last Mistake – 3:14
12. When I Left the Room – 4:02
13. Street Walkin' – 4:39
14. Goin' Home – 4:57

## Interpreti e staff tecnico
- Dan Auerbach - voce solista e coro di sostegno, chitarra solista e ritmica, pianoforte, organo, sintetizzatore, basso, batteria, percussioni, effetti sonori, produttore
- Bob Cesare – batteria nelle tracce (2, 3, 5, 8-13), chitarra ritmica su "Goin' Home"
- Dave Huddleston – contrabbasso in "Whispered Words"
- Rob "Thorny" Thorsen – contrabbasso in "Mean Monsoon"
- James Quine – chitarra ritmica elettrica in "Mean Monsoon" e "Street Walkin'", canto in "Trouble Weighs A Ton" e "Heartbroken, in Disrepair"
- Jessica Lea Mayfield – canto in "When the Night Comes"
- Mark Neill – maracas in "Heartbroken, in Disrepair"
- James Quine – fotografia
- Amy Burrows – design della copertina dell'album
- Bob Cesare – assistente tecnico
- Mark Neill – mixer
- Jim Demain – masterizzazione

le tracce 4 e 7 sono state registrate da Mark Neill per la Soil of the South Productions.